# Margarete van Dam
Ilse Margarete van Dam - Rabbèl (Osterwieck, 1930 - Rotterdam, 31 oktober 2015) was een Duits-Nederlands castingdirector en artiestenmanager
Rabbèl groeide op in een boerengezin. Tijdens de Tweede Wereldoorlog was ze ziekenhuishulp. Na de oorlog viel haar woonplaats onder de Sovjet-bezettingszone en in 1948 kwam ze in de Britse bezettingszone waar ze in een hotel werkzaam was en een kind kreeg van een Britse militair. In 1950 ging ze naar West-Berlijn waar ze vanaf 1955 zeven jaar bij het Amerikaanse mediabedrijf MCA werkzaam was en het vak van artiestenbegeleider leerde. In Berlijn leerde ze ook fotograaf en journalist Bob van Dam kennen met wie zij in 1961 huwde en een jaar later naar Nederland verhuisde.
Vanaf begin jaren 70 was Van Dam in Nederland actief in de casting en het management van acteurs nadat zij door een oud-collega uit Duitsland gevraagd was naar een Nederlandse acteur voor een Duitse productie. Dit vakgebied was in Nederland nog nauwelijks ingevuld en via haar kregen acteurs als Ton van Duinhoven en Chiem van Houweninge rollen in Duitsland. Ze kreeg opdrachten voor de Nederlandse cast in buitenlandse producties als A Bridge Too Far en Hawks en vanaf eind jaren 70 begon ze ook in Nederland een castingbureau. Van Dam werkte voor veel producties van René Sleeswijk en John de Mol en deed onder meer de casting voor series als Spijkerhoek, Zeg 'ns Aa, De Fabriek, Diamant, Herenstraat 10 en Medisch Centrum West en films als Pastorale 1943, Ciske de Rat, Rituelen en Grijpstra en De Gier. De film De schippers van de Kameleon uit 2003 was haar laatste castingopdracht. Ze behartigde ook de zakelijke belangen van onder meer Marc Klein Essink, Steven de Jong, Hans Cornelissen, Joep Sertons en Annemieke Verdoorn.
Van Dam overleed op 31 oktober 2015 op 85-jarige leeftijd nadat zij al ongeveer tien jaar aan alzheimer leed. Haar zoon Peter Rabbel is werkzaam als castingfotograaf.